# David Zayas
David Zayas (Puerto Rico, 1962. augusztus 15. –)  amerikai színész.

## Életrajza
David Zayas 1962. augusztus 15-én született Puerto Rico-ban. Ifjúkorát Bronxban töltötte. Bár gyermekkori álmai közé tartozott a filmezés, a középiskola befejezése után a légierőhöz (United States Air Force) került, majd a New York City-i rendőrségnél mint rendőr folytatta a karrierjét, hogy támogathassa családját.
Rendőr karrierje, lehetővé tette számára, hogy televíziós és  film-karakter színészként is dolgozhasson, főként bűnüldöző szervek tisztviselőit alakítva. A bűnüldözésben eltöltött munkája során szerzett tapasztalatából kifolyólag meggyőzően tudta játszani nyomozó, zsaru karaktereit.
1992-től tagja a labirintus Theater Companynak, itt találkozott későbbi feleségével Liza Colónnal is, kivel Los Angelesben telepedett le.

## Főbb szerepei
- Pókerarcok (1998) – Osborne
- Édesek és mostohák (1998) – rendőr
- Különleges ügyosztály (tv-sorozat, 2002) - Milton nyomozó
- Dexter (2006) - Angel Batista nyomozó
- Minden lében négy kanál (tv-sorozat, 2007) – Javier
- Célkeresztben (tv-sorozat, 2009) – Ben Peterson
- A Főnök (tv-sorozat, 2007)
- Nyomtalanul (tv-sorozat, 2007) – Gabriel Molina
- Oz (tv-sorozat, 2000–2003)
- Feláldozhatók (2010)